# ブックディテクションシステム
ブックディテクションシステム（Book Detection System、BDS）は主に図書館で取り入れられているセキュリティシステムである。本来はスリーエム ジャパンの商標だが、他社製品も同様に呼ばれることが多い。
基本的には万引き防止システムと同じ仕組みであり、貸出処理をしていない図書を持ったまま出入口に設置されたゲートを通ると警告音が鳴るシステムである。図書館側は予め所蔵資料にICタグやタトルテープ（磁気テープ）を取り付ける必要がある。このシステムにより、利用者が貸出処理を忘れたまま図書館から図書を持ち出してしまうことや、図書の盗難を防ぐことができるが、一方で利用者に心理的な圧迫感を与える、ゲート設置や蔵書の装備等に費用がかかる、誤作動や心臓ペースメーカーへの影響といった問題もある。